# Intubación

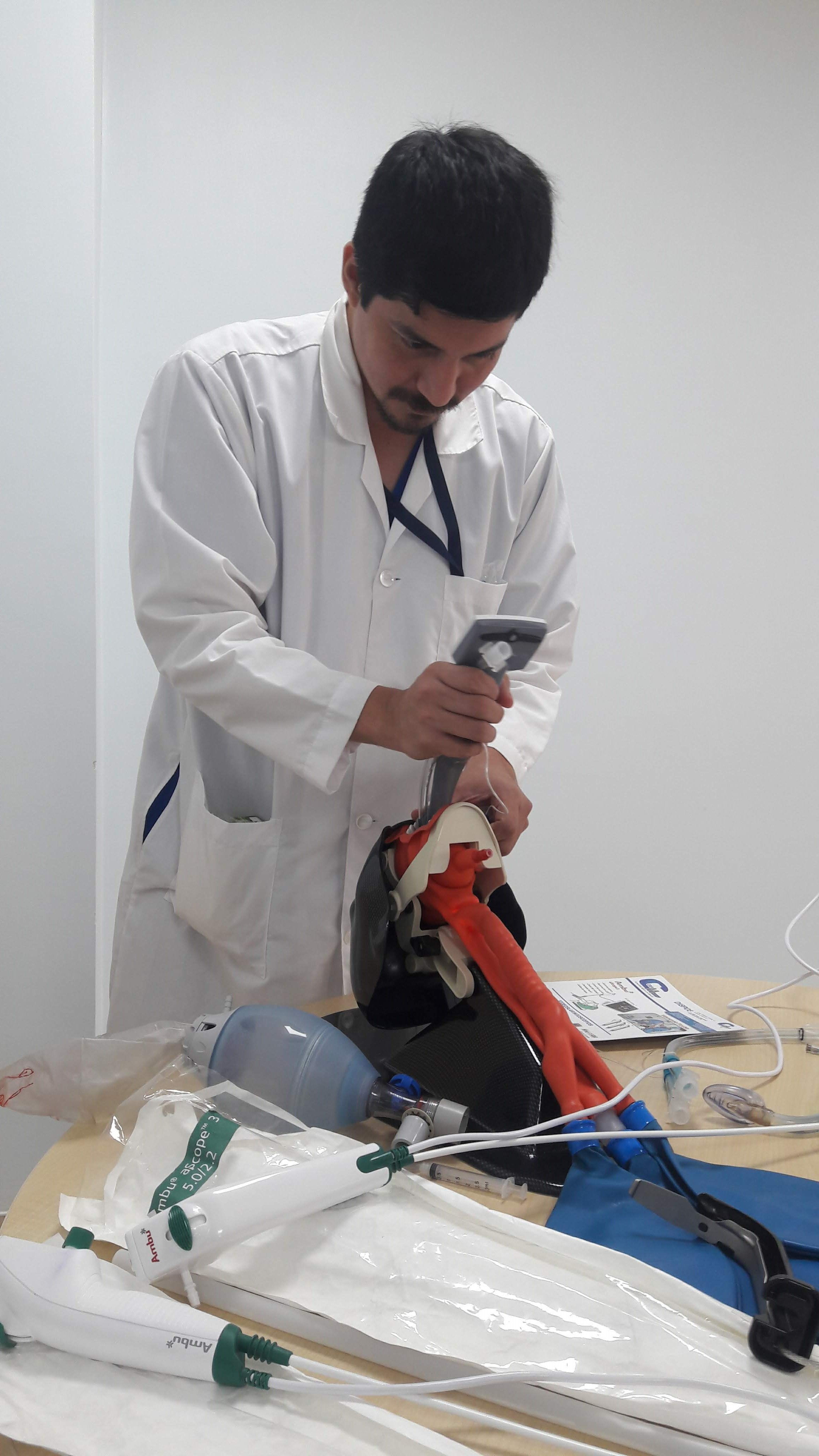
Intubación usando un laringoscopio siendo practicada en un maniquí.

En medicina, intubación se refiere al método en el que se introduce un tubo en un orificio externo o interno del cuerpo. Aunque el término puede referirse a un término de endoscopía, es más común su uso en referencia a una intubación traqueal. La intubación traqueal es la introducción de un plástico flexible en la tráquea para proteger la vía aérea y proveer los medios para una ventilación mecánica. La intubación endotraqueal puede lograrse por vía oral o a través de la nariz. La intubación endotraqueal se usa para el control definitivo de la vía aérea en el paciente lesionado o enfermo. La intubación endotraqueal puede requerir el uso de inducción o bloqueo neuromuscular.

## Tipos de intubación
- Intubación orotraqueal: Es el tipo de intubación más común, donde, con ayuda de un laringoscopio, se pasa un tubo a través de la boca, laringe, y cuerdas vocales hasta la tráquea. Entonces se infla un balón en la punta distal para asegurar su posición, y proteger la vía aérea de sangre, vómito y secreciones.[1]
- Intubación nasotraqueal: Consiste en la introducción de una sonda en la vía aérea a través de uno de los orificios nasales. Para la implementación de esta técnica es condición esencial que el paciente no se encuentre en apnea.[2]
- Intubación por cricotirotomía: Esta técnica queda reservada para aquellos casos de emergencia en que existe un trastorno de la vía aérea y sea imposible la intubación a través de la faringe debido a un traumatismo o malformación o variante de la normalidad anatómica. Es un proceso quirúrgico que conlleva uso de bisturí para una disección en zona cricotiroidea para la obtención de un orificio que permita luego el uso de un tubo de traqueostomía.[3]
- Intubación traqueal retrógrada: En casos particularmente difíciles, donde los procedimientos convencionales han fallado, se puede aplicar una intubación retrógrada. Su procedimiento conlleva el uso de guías metálicas y/o plásticas, para llevar el tubo traqueal a través de la membrana cricotiroidea.[4]